# Winterset
Winterset és una població dels Estats Units a l'estat d'Iowa. Segons el cens del 2000 tenia 4.768 habitants.

## Demografia
Segons el cens del 2000, Winterset tenia 4.768 habitants, 1.884 habitatges, i 1.230 famílies. La densitat de població era de 524,5 habitants/km².
Dels 1.884 habitatges en un 32,9% hi vivien nens de menys de 18 anys, en un 53,1% hi vivien parelles casades, en un 9,9% dones solteres, i en un 34,7% no eren unitats familiars. En el 31,5% dels habitatges hi vivien persones soles el 18,1% de les quals corresponia a persones de 65 anys o més que vivien soles. El nombre mitjà de persones vivint en cada habitatge era de 2,39 i el nombre mitjà de persones que vivien en cada família era de 3,01.
Per edats la població es repartia de la següent manera: un 25,8% tenia menys de 18 anys, un 7,3% entre 18 i 24, un 25,5% entre 25 i 44, un 20,3% de 45 a 60 i un 21% 65 anys o més.
L'edat mediana era de 39 anys. Per cada 100 dones de 18 o més anys hi havia 78,2 homes.
La renda mediana per habitatge era de 33.142 $ i la renda mediana per família de 42.951 $. Els homes tenien una renda mediana de 31.536 $ mentre que les dones 22.146 $. La renda per capita de la població era de 17.274 $. Entorn del 5,8% de les famílies i el 8,4% de la població estaven per davall del llindar de pobresa.

## Poblacions més properes
El següent diagrama mostra les poblacions més properes.

## Personalitats notables
- John Wayne. Actor, director i productor de cinema.